# جامعة ليمبوبو

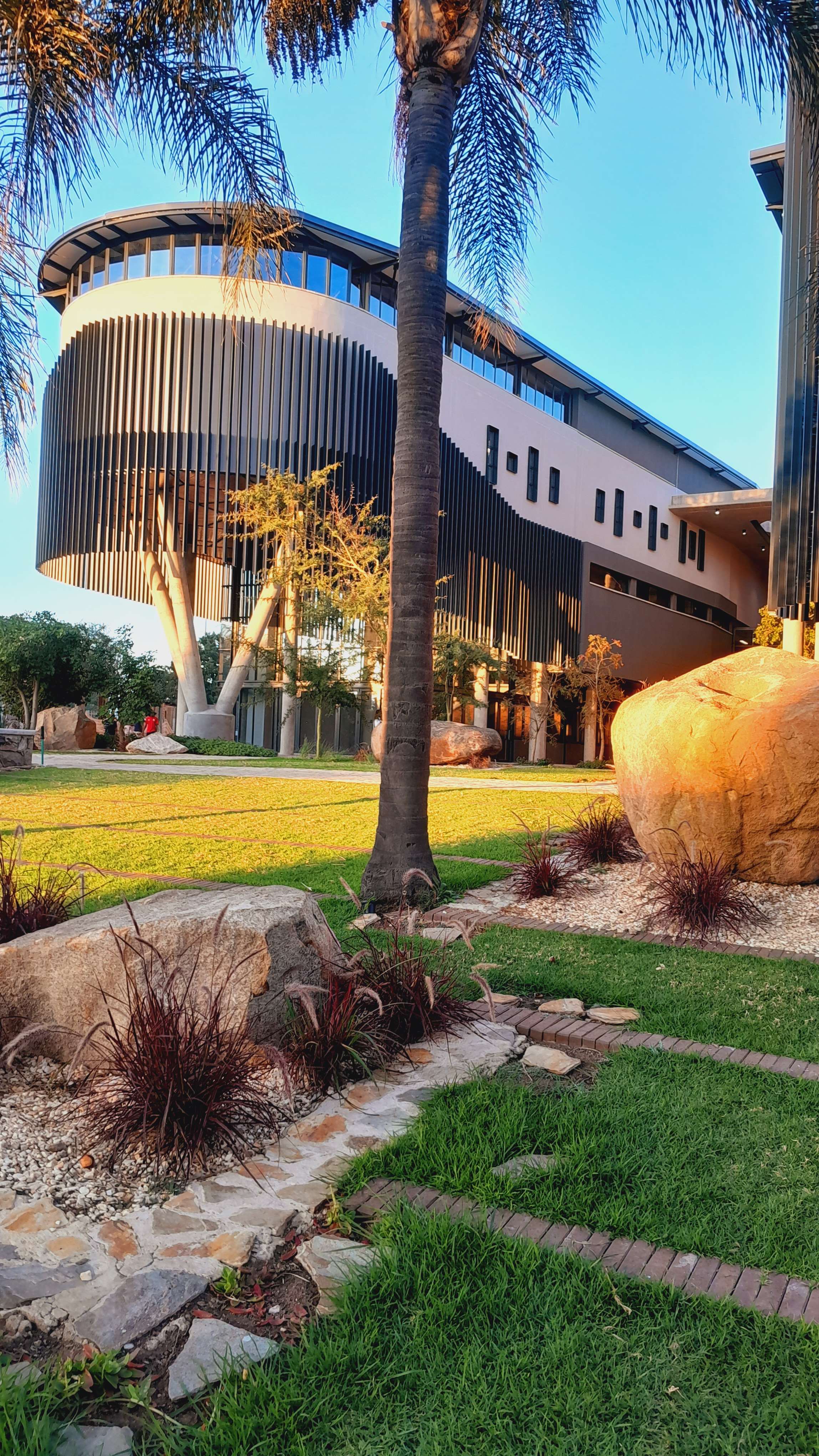
المختبر العلمي المُحسَّن في جامعة ليمبوبو

جامعة ليمبوبو (بالإنجليزية: University of Limpopo) هي جامعة في مقاطعة ليمبوبو، جنوب أفريقيا. شُكّلت في 1 يناير 2005، عن طريق اندماج جامعة الشمال والجامعة الطبية في جنوب إفريقيا (MEDUNSA) .وقد شكلت هذه المؤسسات السابقة حرم الجامعة في تورفلوب ومودسا. في عام 2015، انقسم حرم الجامعة الطبية، وأصبح جامعة سيفاكو ماكغاثو للعلوم الصحية.